# Géo H. Blanc
Géo H. Blanc, né le 3 mars 1908 à Vevey, originaire de Montreux et mort le 24 août 1991 à Pully, est un écrivain, auteur dramatique et parolier vaudois.

## Biographie
Après avoir suivi les cours de l'école normale de Lausanne, Géo H. Blanc exerce différents métiers en Suisse et en France et notamment la profession d'enseignant. En 1941, il connaît un double succès : son roman Meillerie lui vaut la faveur du public, tandis que sa pièce en un acte Adrien est classée première du concours organisé par « Le Mois théâtral ». Deux ans plus tard, il décide de vivre de sa plume et de se consacrer exclusivement au théâtre, à l'écriture et à la radio. 
En 1950, Géo H. Blanc devient chef du département des émissions dramatiques de la radio suisse romande et se spécialise dans la rédaction de pièces radiophoniques, genre alors florissant pour lequel il écrit plus de cent œuvres, dont certaines sont reprises en France, en Belgique, au Canada et sont traduites en anglais, en allemand, en italien, en tchèque, en serbo-croate et en suédois. Poursuivant sur sa lancée, il publie également plusieurs pièces de théâtre, La Mort et le triangle solo (1954) et Noël dans la rue (1957), mis en scène par les Faux-Nez, Le Buisson ardent joué au Théâtre du Jorat en 1958 avec une musique de Heinrich Sutermeister.
On lui doit la création d'oratorios en collaboration avec Carlo Hemmerling, Robert Mermoud, Jean Balissat et Heinrich Sutermeister. Désigné pour être l'auteur du scénario et du livret de la fête des vignerons de 1955, il enregistre là l'un de ses plus grands succès. À la suite de ce travail, il est appelé à écrire le texte de diverses autres grandes réalisations, notamment au théâtre du Jorat. Son adaptation de Peines d'amour perdues de Shakespeare est créée au théâtre des Célestins de Lyon, en janvier 1963, puis présentée à la comédie de Genève. Pour la célébration du sept centième anniversaire de la cathédrale de Lausanne, en 1975, il écrit le livret de La pierre et l'esprit — spectacle mis en scène par Charles Apothéloz sur une musique de Julien-François Zbinden. 
Géo H. Blanc a également signé des adaptations d'œuvres étrangères, mis au point des textes ou des commentaires pour le cinéma, sans parler des articles de critique d'art, des chroniques de théâtre et d'opéra pour la Nouvelle Revue de Lausanne, des essais et de son recueil de poèmes Les jardins suspendus (1938).
Géo H. Blanc est décoré des palmes académiques du Jorat. Après avoir vécu à Bretigny sur Morrens, il s'installe à Pully où il vit jusqu'à sa mort à 83 ans, le 24 août 1991.

## Sources
- « Géo H. Blanc », sur la base de données des personnalités vaudoises sur la plateforme « Patrinum » de la Bibliothèque cantonale et universitaire de Lausanne.
- A. Nicollier H.-Ch. Dahlem, Dictionnaire des écrivains suisses d'expression française, vol. 1, p. 92-94
- Le Mois théâtral, no 94, 1942/10
- Histoire de la littérature en Suisse romande, sous la dir. R. Francillon, vol. 3, p. 210-211
- A.-L. Delacrétaz, D. Maggetti, Écrivaines et écrivains d'aujourd'hui, 1988, p. 21
- * Françoise Fornerod, « Géo H. Blanc » dans le Dictionnaire historique de la Suisse en ligne.
- Isabelle Favre, Poétique du répertoire choral en Suisse romande : autour des textes de Géo-Henri Blanc, Henri Devain, Edmond Pidoux, et Emile Gardaz (mémoire 1997, A. Wyss, LittSR)
- Mémoire